# Avenida Boyacá (Caracas)
La Avenida Boyacá también conocida como Cota Mil (por su elevación de 1000 msnm) es una arteria vial que recorre una parte de la ciudad de Caracas (desde el centro hacia el este) en sentido Oeste - Este. Se encuentra al norte de la ciudad de Caracas a los pies del parque nacional El Ávila. Se inicia en el Distribuidor Metropolitano ubicado en el inicio de la ciudad (Este) y culmina en el final de la Avenida Baralt en el Distribuidor Baralt en el centro de la ciudad teniendo una longitud aproximada de 13 km.

## Distribuidores de tránsito
- Baralt: Empalma con la Avenida Baralt conectando los sectores La Pastora, centro de Caracas, Quinta Crespo hasta culminar en el distribuidor El Paraíso.
- Alimentador San Bernardino: Sirve para acceder a la urbanización homónima. Sólo es posible acceder en sentido este-oeste. En sentido norte-sur permite acceder a la avenida Los Próceres y finaliza en el cruce con el inicio de la Avenida Panteón, a través de la cual se llega al Hospital de Clínicas Caracas, la Quinta Anauco y los alrededores del Panteón Nacional.
- Maripérez: Empalma con la Avenida Augusto César Sandino (Principal de Maripérez) para acceder a las avenidas Andrés Bello y Libertador hasta llegar al Paseo Colón (aledaño a la Plaza Venezuela). Aquí se ubica la estación del Teleférico de Caracas.
- Alta Florida: Sirve de conexión a los sectores La Florida, La Campiña y Chapellín.
- La Castellana: Al empalmar con la Avenida Eugenio Mendoza (Principal de La Castellana) se accede a la Urbanización La Castellana y la población de Chacao en el estado Miranda.
- Altamira: Sirve de acceso a los sectores Altamira y Los Palos Grandes del Municipio Chacao.
- Sebucán: Hace empalme con la Avenida Sucre de Los Dos Caminos, contactando los sectores Santa Eduvigis, Sebucán, Los Chorros y Los Dos Caminos. Aledaño al mismo, se ubica el famoso Parque Los Chorros.
- Alimentador Boleíta: Sirve de enlace a la urbanización homónima y al sector Horizonte. Sólo es posible acceder al mismo en sentido este-oeste.
- El Marqués: Empalma con la Avenida Sanz de la urbanización homónima. Al lado del mismo se ubica el Parque La Aguada.
- Metropolitano: Este distribuidor marca el final de la avenida y sirve tanto para empalmar la autopista Gran Mariscal de Ayacucho como la Autopista del este en sentido oeste hacia Petare. Justo al lado del mismo se ubica la sede de la Policía Municipal de Sucre, el cual se le conoce como "el Poliedrito de La Urbina" o simplemente el Poliedrito.

### Mirador Boyacá
El Mirador Boyacá, también conocido como Mirador de La Cota Mil, está ubicado en las faldas del parque nacional Waraira Repano (El Ávila), y posee una vista hacia la Avenida Boyacá (Cota Mil) y hacia la ciudad de Caracas. Es un sitio de descanso y de esparcimiento.

## Paseo dominical

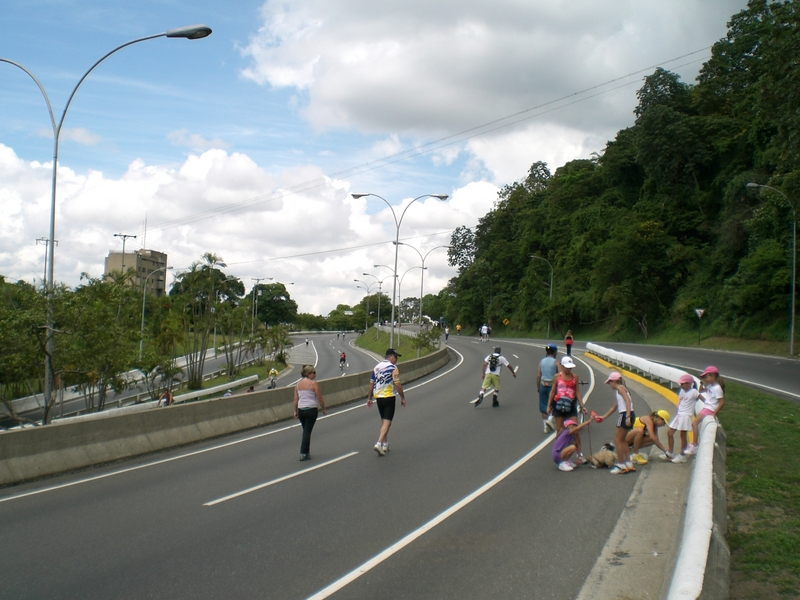
Domingo en la mañana por la av. Boyacá.

En el gobierno de Luis Herrera Campins se decretó el cierre de la avenida con la finalidad de que los habitantes de la zona Metropolitana pudiesen dar paseos dominicales, practicar deportes y realizar entretenimientos en general. El cierre de ésta importante avenida los días domingos es comprendido en el horario de 6 a. m. hasta las 1 p. m..
La Cota Mil proporciona a los visitantes de Caracas un espacio para el entrenamiento, la práctica del deporte, el esparcimiento y la recreación.

## Prolongación
En 2013, el Ministerio de Transporte anunció la construcción de la prolongación de la vía, algo que estaba planificado desde 1988 pero que no había sido ejecutado. Dicha construcción incorpora 10,3 km a la vía actual y tendrá igualmente 2 canales de 3 metros por cada sentido con su respectivo hombrillo de 2,4 metros. Se harán 1 túnel de 2,8 km en cada galería y la vía se unirá al Distribuidor Macayapa, y al Viaducto Tacagua el cual está en construcción actualmente. Estaba previsto terminar esta obra a mediados de 2017, pero esta obra se encuentra inconclusa.